# Pasco (motorfietsmerk)
Pasco is een historisch merk van motorfietsen.
McCrae & Pascoe, Melbourne (1919-1922).
Een Australisch motormerk is een relatieve zeldzaamheid. Zelfs in onze tijd worden in Australië slechts mondjesmaat motorfietsen gebouwd, zoals bij AMC (Hunwick-Harrop) en Dryvtech.
De bedrijfsnaam was: Messrs McCrae and Pascoe, 242 Elizabeth St, Melbourne.
Pasco was een kleine fabrikant die motorfietsen samenstelde met één- en tweecilindermotoren van JAP. De modellen waren vaak afgeleid van Amerikaanse voorbeelden. Het was in Australië gebruikelijk componenten van "overzeese" producenten te gebruiken en hiermee motorfietsen samen te stellen. Deze motorfietsen werden ook onder de merknaam Pasco-JAP verkocht.

## Healing
Zeker is in elk geval dat de machines die rond 1920 werden aangeboden in feite gewone Healing modellen waren, die mogelijk zelfs geheel bij Healing werden geproduceerd. De framenummers wijzen daar ook op. Mcrae en Pascoe pasten in elk geval wel een uniek slot toe: De standaard (toen nog geen middenbok maar een standaard achter\onder het achterwiel), kon in uitgeklapte stand met een hangslot geborgd worden, zodat diefstal in elk geval heel lastig was.